# Bobbie Vaile
Roberta Anne 'Bobbie' Vaile (* 25. Juni 1959; † 13. November 1996) war eine australische Astrophysikerin und Physikdozentin an der University of Western Sydney in Macarthur. Sie war am SETI-Projekt Project Phoenix beteiligt und beeinflusste 1995 die Einrichtung des SETI Australia Centre.
Sie promovierte 1989 an der University of New South Wales mit der Arbeit The Corona Australis Complex.
1995 erhielt sie die Auszeichnung „Unsung Hero of Australian Science“ für ihre Arbeit in der Entwicklung einfacher und freundlicher Methoden der Wissensvermittlung.
Der Doppel-Asteroid (6708) Bobbievaile wurde am 22. April 1997 nach ihr benannt.